# Stefan Rajkow
Stefan Rajkow (bulgarisch Стефан Райков; * 27. September 1992 in Sofia) ist ein ehemaliger bulgarischer Naturbahnrodler. Er nahm während zweier Saisonen an Weltcuprennen und Juniorenmeisterschaften teil.

## Karriere
Stefan Rajkow startete nur in den Saisonen 2006/2007 und 2007/2008 bei internationalen Wettkämpfen. Er nahm vom 21. Januar bis zum 23. Dezember 2007 an insgesamt fünf Weltcuprennen im Einsitzer teil, wobei sein bestes Ergebnis der 31. Platz in seinem letzten Rennen, dem ersten der Saison 2007/2008, war. Allerdings belegte er damit auch gleichzeitig den letzten Platz. In der Saison davor konnte er sich in den Weltcuprennen zwar auch nur im Schlussfeld klassieren, doch war er als 42. im Gesamtweltcup immerhin Zweitbester der sechs Bulgaren, die in diesem Winter Weltcuppunkte gewannen. Bei den internationalen Juniorenmeisterschaften startete Rajkow auch im Doppelsitzer. Bei der Junioreneuropameisterschaft 2007 in St. Sebastian belegte er mit Galabin Bozew ebenso wie bei der Juniorenweltmeisterschaft 2008 in Latsch mit Petar Sawow den zehnten und jeweils letzten Platz im Doppelsitzer. Im Einsitzer kam er beide Male nicht in die Wertung. Die Juniorenweltmeisterschaft 2008 war zugleich sein letzter internationaler Wettkampf.

## Sportliche Erfolge

### Juniorenweltmeisterschaften
- Latsch 2008: 10. Doppelsitzer (mit Petar Sawow)

### Junioreneuropameisterschaften
- St. Sebastian 2007: 10. Doppelsitzer (mit Galabin Bozew)

### Weltcup
- 4 Platzierungen unter den besten 35 im Einsitzer